# Desertoplusia
Desertoplusia är ett släkte av fjärilar. Desertoplusia ingår i familjen nattflyn.
Kladogram enligt Catalogue of Life:
| Desertoplusia | \| \| Desertoplusia bella \| \| \| \| \| \| Desertoplusia paghmana \| \| \| \| \| \| Desertoplusia paupera \| \| \| \| |
|               | \| \| Desertoplusia bella \| \| \| \| \| \| Desertoplusia paghmana \| \| \| \| \| \| Desertoplusia paupera \| \| \| \| |
|               | Desertoplusia bella |
|               | |
|               | Desertoplusia paghmana                                                                                                 |
|               | |
|               | Desertoplusia paupera                                                                                                  |
|               | |